# Б-20
Б-20 — советская авиационная малокалиберная автоматическая пушка калибра 20 мм. Создана оружейным конструктором М. Е. Березиным во время Великой Отечественной войны путём переделки своего 12,7-миллиметрового пулемёта УБ под патрон 20 мм пушки ШВАК для конкурса, в котором участвовали также конструкции В-20 Владимирова и Ш-20 Шпитального (по другим данным, третьим участником была ША-20 Шпитального).

## История создания
Разработка орудия началась ещё в 1941 году, 11 июля того года вышло постановление ГКО № 106 «Об испытании 20 мм авиационной пушки Березина». Планировалось до 16 июля провести заводские испытания двух пушек, к 18 подготовить три пушки к полигонным испытаниям, а к 25 июля установить две крыльевые пушки на Ил-2 и одну моторную на ЛаГГ-3 и провести лётные испытания.
В мемуарах замнаркома вооружения В. Н. Новикова утверждается, что на первые испытания пушка попала только в конце 1943 года. По его словам, основные сложности возникли с переделкой затвора и ствольной коробки. Проблемы, вероятно, были вызваны тем, что патрон пушки ШВАК, в отличие от патрона пулемёта УБ, имел закраину. Благодаря тесному сотрудничеству с заводскими конструкторами пушка получилась не только очень лёгкой (вдвое легче ШВАК), но и значительно технологичнее последней.

## Конструкция
Несмотря на утверждения Широкорада об отсутствии каких-либо конструктивных отличий пушки от пулемёта-«родителя», существуют подробные сведения о таких отличиях. Основное изменение заключалось в том, что клиновое запирание затвора при выстреле производилось вертикальным клином, расположенным вдоль оси пушки, а не боковым, как у пулемёта.
Затвор был разделён на две части — извлекатель патрона из приёмника, сцепленный с ползуном, и собственно затвор, подвижно соединённый с ползуном.
Кроме того, у пушки извлечение патрона из приёмника при выстреле начиналось без начальной скорости, более плавно — у пулемёта извлечение происходило с начальной скоростью, приобретённой ползуном за время свободного хода в заднее положение, что могло вызывать распатронивание (досрочное отделение пули от гильзы).
Березин также разработал новый механизм пневмоперезаряжания без вспомогательного цилиндра, впервые широко применена электрификация (были разработаны электроспусковой механизм и электрические датчики готовности пушки к стрельбе).

## Производство
Б-20 была принята на вооружение постановлением ГКО № 6681 «О принятии на вооружение ВВС Красной Армии облегчённой авиационной автоматической пушки Б-20 калибра 20 мм конструкции т. Березина» от 10 октября 1944 года. Известно, что с марта 1945 до конца войны было выпущено 368 «трёхпушечных» Ла-7, все на заводе № 381.
Уже после постановки на вооружение выяснилось, что пушка не удовлетворяет требованиям военных в отношении надёжности. Так, на испытаниях в НИИ ВВС осенью 1945 года пушка из трёх «трёхточечных» самолётов Ла-7 (на каждом по три Б-20), принимавших участие в испытаниях, ни на одном не удалось достичь требуемого показателя в 5000 снарядов, отстрелянных с одного самолёта без отказов — в среднем этот показатель составил 3200 снарядов с самолёта. Однако В. Б. Шавров утверждает, что «первоначально с ними были осложнения при стрельбе, но за два месяца всё пришло в норму».
| Производство Б-20, шт. (по данным Широкорада) |      |                |      |      |      |      |              |
| 1944                                          | 1945 | За время войны | 1946 | 1947 | 1948 | 1949 | За всё время |
| 2275                                          | 7240 | 9515           | 440  | 780  | 1686 | 2931 | 15 352       |

По воспоминаниям Новикова, основным производителем пушек был Ковровский завод № 2 им. Киркижа, который во время войны выпустил около 9 тысяч пушек.
По данным же А. С. Яковлева, только за время войны было изготовлено аж 32 тысячи пушек.
Существует мнение, что использование Б-20 для вооружения Ла-7 было ошибкой.

## Модификации
- Б-20М — мотор-пушка (для установки в развале блока цилиндров).
- Б-20С — вариант с синхронизатором (для стрельбы через воздушный винт).
- Широкорад[3] и Шавров[17] также утверждают о существовании крыльевого варианта, однако о его использовании никаких данных нет.
- Перов и Растренин пишут, что пушка Б-20Т-Э использовалась в составе ААУ
 ВУ-9 на серийных Ил-10 с августа 1945[18]. В других источниках тот же Растренин упоминает[19] об использовании на ВУ-9 (правда, на Ил-8)

БТ-20. В документальном фильме ГК НИИ ВВС 1945 года о Ил-8 (недоступная ссылка) тоже демонстрируется и говорится о БТ-20.
- В 1946 году[3] было начато производство Б-20Э (электрифицированная), использовавшейся в качестве оборонительного вооружения на стратегическом бомбардировщике Ту-4[20]. Тогда же[21] она была установлена вместо одной из НС-23 на самолёт Лавочкина «120Р»[22]. Предполагалась установка пяти пушек на тяжелый бомбардировщик ОКБ Сухого Су-10 и трех пушек на разведчик-корректировщик Су-12.
- В 1951 году на заводе № 23 выпускались бомбардировщики Ту-2С с пушками Б-20ЭН[23]. В следующем году эти пушки устанавливались на штурмовики Ил-10М в составе авиационной артустановки ВУ-9М — модификации ВУ-9 с электроприводом[24].

## Применение

### На истребителях
| Использование Б-20 на советских истребителях |               |               |               |              |                       |                       |                       |              |                       |                       |               |                          |
| КБ                                           | ОКБ Лавочкина | ОКБ Лавочкина | ОКБ Лавочкина | ОКБ Яковлева | ОКБ Яковлева          | ОКБ Яковлева          | ОКБ Яковлева          | ОКБ Яковлева | ОКБ Яковлева          | ОКБ Яковлева          | ОКБ Яковлева  | ОКБ Микояна              |
| ЛА                                           | Ла-7          | Ла-7Р         | 120Р          | Як-9УВ       | Як-9УТ                | Як-9С                 | Як-9П ВК-107А         | Як-3 ВК-107А | Як-3 ВК-107А          | Як-3П                 | Як-3У         | И-250                    |
| Год                                          | 1944/1945     | 1945/ —       | 1946/ —       | 1945/ —      | 1945/1945             | 1945/ —               | 1946/1947             | 1944/1945?   | 1946?/1946            | 1945/1945             | 1945/ —       | 1945/1945                |
| Пушка                                        | 3×Б-20С       | 2×Б-20        | Б-20Э         | Б-20М        | 2×Б-20С+Н-37          | 2×Б-20С+НС-23         | 2×Б-20С+Б-20М         | 2×Б-20С      | 2×Б-20С+Б-20М         | 2×Б-20С+Б-20М         | 2×Б-20С+Б-20М | 2×Б-20С+Б-20М            |
| ААУ                                          | синхронные    | синхронные    | синхронная    | моторная     | синхронные и моторная | синхронные и моторная | синхронные и моторная | синхронные   | синхронные и моторная | синхронные и моторная | синхронные    | синхронные и моторная    |
| БК, сн.                                      | 3×170         | ?             | 100           | 100          | 2×120                 | 2×120                 | 2×120+115             | 2×120        | 3×100                 | 120+2×130             | 2×120         | 3×100, по др. ист. 3×160 |

### Как оборонительное вооружение
| Использование Б-20 в качестве оборонительного вооружения |                              |                              |                              |               |              |                   |                 |                                           |              |              |                            |                          |                 |                       |             |              |
| КБ                                                       | ОКБ Ильюшина                 | ОКБ Ильюшина                 | ОКБ Ильюшина                 | ОКБ Ильюшина  | ОКБ Ильюшина | ОКБ-23            | ОКБ-23          | ОКБ Туполева                              | ОКБ Туполева | ОКБ Туполева | ОКБ Туполева               | ОКБ Туполева             | ОКБ Туполева    | ОКБ Сухого            | ОКБ Бериева | ОКБ Антонова |
| ЛА                                                       | Ил-8                         | Ил-10                        | Ил-16                        | Ил-10М        | Ил-22        | ДБ-108            | Пе-2М           | Ту-4                                      | Ту-2Д(65)    | Ту-2Д (67)   | Ту-2С                      | Ту-8                     | Ту-75           | Су-12                 | Бе-6        | Ан-2НАК      |
| Год                                                      | 1944/ —                      | 1944/                        | 1945/ —                      | 1951/1952     | 1947/ —      | 1945/ —           | 1945/ —         | 1947/1948                                 | 1946/ —      | 1946/ —      | ?/1951                     | 1947/ —                  | 1950/ —         | 1947/ —               | 1948/ —     | 1949/ —      |
| Пушка                                                    | БТ-20 или Б-20Т-Э (см. выше) | БТ-20 или Б-20Т-Э (см. выше) | БТ-20 или Б-20Т-Э (см. выше) | Б-20ЭН        | 2×Б-20Э      | неск. УБ-20       | 3×УБ-20         | 4×(2×Б-20Э)+3×Б-20Э, по др. ист. 10×Б-20Э | БД-20Э       | 2×Б-20       | Б-20ЭН, по др. ист. БД-20Э | до 3×УБ-20               |                 | 4×Б-20Э               | 2×Б-20      | БД-20Э       |
| ААУ                                                      | ВУ-9                         | ВУ-9                         | ВУ-9                         | ВУ-9М         | ВДБ-5        | ДЭУ и др.         | ВУ-5-20+ЛУС-20  | ПВ-20=4×ВДБ-2+?                           | ВЭУ-1        | н/д          | ВЭУ-1                      |                          |                 | ВТЭ-2+КГ-1            | СЭБ-3А      | ВЭУ-1        |
| ААУ                                                      | задняя турель                | задняя турель                | задняя турель                | задняя турель | верхняя      | верхняя, люк и КУ | задняя и нижняя | 4 турели и 1 КУ                           |              | средняя      | задняя                     | неподв., задняя и нижняя | 3 турели и 1 КУ | неподв., верхняя и КУ | верхняя     | задняя       |
| БК, сн.                                                  | 150                          | 150                          | 150                          | 150           | 800          | не менее 80       | 120+200+200     | 5297                                      | 200          | н/д          | н/д                        |                          |                 | 100+360+200           | 400         |              |

Существовал также неосуществлённый проект реактивного бомбардировщика Су-10 с пятью пушками Б-20Э в качестве оборонительного вооружения и проект транспортного самолёта Т-117 с артустановками ЛУ-68 с пулемётом УБТ и СЭБ-3А с Б-20.
Кроме того, никогда не взлетела, хоть и прошла наземные испытания высотная модификация ДБ-108 — бомбардировщик Мясищева ВБ-109 с двумя пушками Б-20.

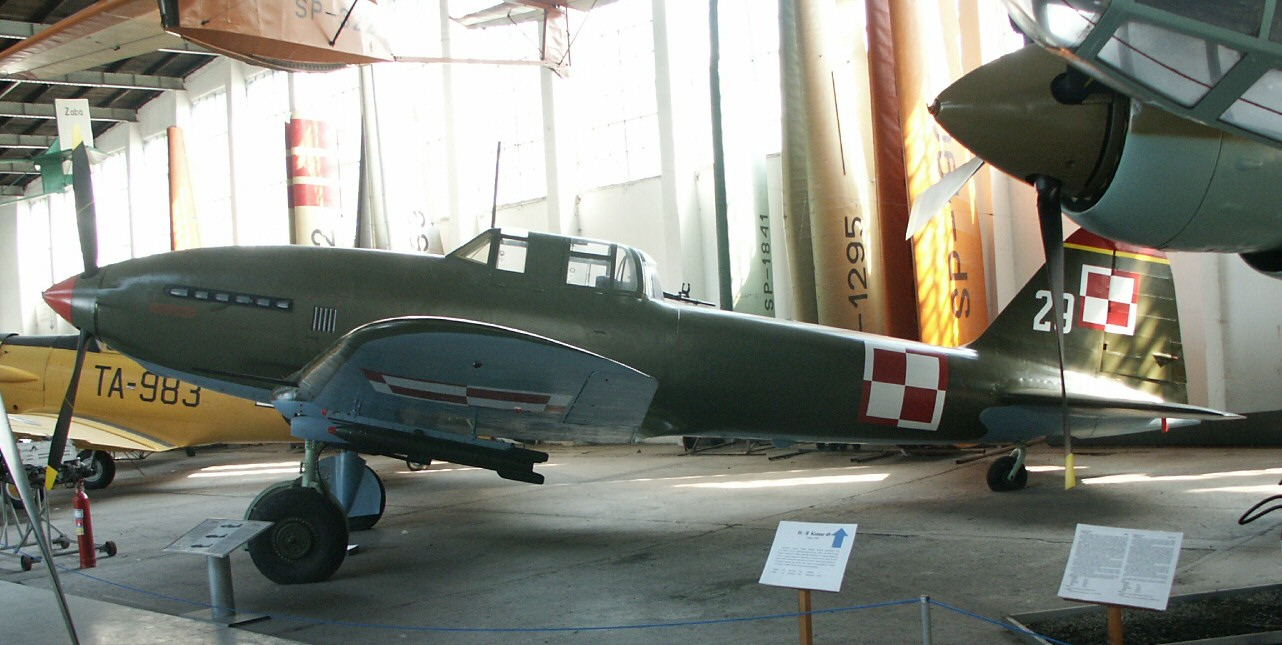
Польский Avia B33 (Ил-10 чехословацкого производства) с той же турелью в Музее польской авиации, Краков

Штурмовики Ил-10 (по одним данным, в количестве 93 штук, а по другим, около 50) применялись в Корейской войне, но сведений о том, были ли они вооружены Б-20, ШВАК или УБ найти не удалось.

## Тактико-технические характеристики
| Тип оружия                 | одноствольная автоматическая пушка                                                         |
| Калибр                     | 20×99 мм R                                                                                 |
| Принцип действия           | отвод пороховых газов                                                                      |
| Длина пушки                | 2035 мм                                                                                    |
| Масса пушки                | 25 кг                                                                                      |
| Темп стрельбы              | для синхронного варианта 600 выстрелов/мин., для крыльевого и турельного — 800 выстр./мин. |
| Длина ствола               | 1588 мм                                                                                    |
| Начальная скорость снаряда | 750−800 м/с                                                                                |
| Дульная энергия            | 30,7 кДж                                                                                   |
| Масса секундного залпа     | 0,95−1,2 кг                                                                                |
| Боеприпасы                 | БЗ бронебойно-зажигательный массой 97 г. Бронепробитие 14 мм брони/400 м                   |
| Боеприпасы                 | ОЗ осколочно-зажигательный массой 96 г                                                     |
| Всего произведено          | 15 352 шт.                                                                                 |
| Применялось на самолётах   | ЛаГГ-3, Ла-5, Ла-7, Як-1, Як-3П, Як-7б, Ту-2, Ил-2 и Ил-10                                 |

### Сноски
1. ↑  С осколочным и осколочно-трассирующим снарядами
2. ↑  Для синхронных установок
3. ↑  Т. н. «трёхточечный».
4. ↑  В серию пошла модификация с мотор-пушкой НС-23.
5. ↑  Иногда вместо Б-20М была возможна установка НС-37 или Н-45, причём в последнем случае одна из Б-20С снималась.
6. ↑  По 170 снарядов на пушку. На Ла-5 эталоне 1944 — 3×150
7. ↑  Только боеприпасы калибра 20 мм.
8. ↑  Не считая боеприпасов калибра 23 мм в количестве 60 штук.
9. ↑  С восьмой серии по середину 1949 г.
10. ↑  Имеется в виду модификация с Б-20ЭН, дата первого полёта которой не приводится в источниках.
11. ↑  В серию пошёл вариант с НР-23.
12. ↑  Разнится в зависимости от варианта.
13. ↑  Одна из них курсовая, то есть формально оборонительным вооружением не является.
14. ↑  В сумме 11 стволов.
15. 1 2  Также устанавливался пулемёт УБ.
16. ↑  Неподвижная установка в носовой части, под сиденьем пилота.
17. ↑  Неподвижная установка в носовой части, под пилотской кабиной, снизу-слева по ходу движения.
18. ↑  800 снарядов к верхней передней, 540 к нижней передней, 840 к нижней задней турели и 1700 к кормовой установке. Если всё сложить, получается 3880.